# Mauritz Johansson
Gustav Mauritz Johansson-Fritzing (Bottnaryd, 19 marzo 1881 – Lidingö, 7 ottobre 1966) è stato un tiratore a segno svedese.

## Palmarès

### Olimpiadi
- 2 medaglie:
  - 1 argento (Parigi 1924 nel bersaglio mobile a squadre)
  - 1 bronzo (Parigi 1924 nel bersaglio mobile colpo doppio a squadre)